# Stanisław Markiewicz (żołnierz)
Stanisław Markiewicz (ur. 1916, zm. 1941) – polski działacz ruchu ludowego, żołnierz Batalionów Chłopskich.

## Życiorys
Urodził się w 1916 r. we wsi Stodoły w rodzinie chłopskiej. Po ukończeniu gimnazjum w Sandomierzu, służbę wojskową odbył w szkole podchorążych. Brał udział w wojnie obronnej w 1939 r. W 1940 wstąpił do Batalionów Chłopskich. W organizacji gromadził broń, organizował placówki i rozwijał sieć łączności BCh. Prowadził również kolportaż konspiracyjnej prasy ludowej. Początkowo był komendantem BCh rejonu "Powiśle". Natomiast z początkiem 1941 został mianowany komendantem obwodu BCh Sandomierz. W grudniu 1941 został aresztowany w Janopolu przez granatowa policję i zatrzymany w areszcie w Lasocinie. Zginął w czasie próby ucieczki, zastrzelony przez policjantów. Po jego śmierci aresztowane zostały również dwie jego siostry będące łączniczkami w BCh i wywiezione do obozu koncentracyjnego.